# Audiencia Provincial de Lugo
La Audiencia Provincial de Lugo es un tribunal de justicia que ejerce su jurisdicción sobre la provincia de Lugo (España).
Conoce de asuntos civiles y penales. Cuenta con dos secciones: una civil (1) y una penal (2).
Tiene su sede en el Palacio de Justicia de Lugo situado en la capital lucense. El actual presidente de la Audiencia Provincial de Lugo es, desde 2011, el magistrado José Antonio Varela Agrelo.
Los magistrados que han desempeñado la Presidencia de la Audiencia Provincial de Lugo con anterioridad a José Antonio Varela Agrelo son: María Josefa Ruiz Tovar (2000-2010), Remigio Conde Salgado (1986-2000), y Gustavo Troncoso Facorro (1979-1986).